# 鈴木駿也
鈴木 駿也（すずき しゅんや、1991年1月19日 - ）は、山形県天童市出身の元プロ野球選手（投手）。右投右打。

## 経歴

### プロ入り前
山形中央リトルシニア出身。天童市立第二中学校では栗原健太の後輩にあたる。東北選抜でも活躍した。
山形中央高に進学すると、1-2年夏には内野手（遊撃手）として県予選準決勝まで進んだが敗退。2年秋に投手へ転向。3年夏は県予選準々決勝で鶴岡東高に接戦の末敗退する。
2008年、同年のドラフト会議において、福岡ソフトバンクホークスから7巡目で指名された。山形中央高の卒業生として初のプロ野球選手となった。なお、プロから指名されなかった場合は、社会人野球に進む予定だった。

### プロ入り後
2010年、7月に右肘の手術を受け復帰まで時間が必要となった。このため、10月1日に規約に基づいて戦力外通告を受け、12月に育成選手として再契約した。
2011年も規約に基づき、11月7日に戦力外通告を受け、その後、育成選手として再契約。
2012年も規約に基づき、10月31日に3度目の自由契約公示を受け、11月10日に育成選手として再契約した。
2013年も規約に基づき、10月31日に自由契約公示された。11月30日に育成選手として再契約されることが発表された。
2014年、10月31日に球団から戦力外通告を受け、同日付で自由契約公示された。

### ソフトバンク退団後
2015年、1月に新日鐵住金グループの第一鉄鋼に入社し、北海道の社会人野球・クラブチームの室蘭シャークスに加入した。同年の都市対抗野球北海道2次予選では、勝てば本戦出場がかかるJR北海道戦で6回2失点で敗退するも、自身は敢闘選手賞を受賞した。
2018年、第44回社会人野球日本選手権に出場した。
2019年、第90回都市対抗野球と第45回社会人野球日本選手権（10月開催）に出場した。
2020年10月12日、自身のTwitterで室蘭シャークスからの退部を発表した。
2021年3月28日、自身のTwitterで軟式野球の強豪である六花亭野球部への入部を発表した。

## 人物
プロ1年目の『ビッグコミックオリジナル』2009年2月20日発売の4号に掲載された『あぶさん』に、自身のストーリーが執筆された。あぶさんの作者水島新司は、「甲子園出場の一度も無い無名高校から今年のドラフトで、それもギリギリ7位に指名され突然その名が世に出たのです」「まさしく野球漫画のスタートシーンです」などとエールを送った。

## 詳細情報

### 年度別投手成績
- 一軍公式戦出場なし

### 背番号
- 59 （2009年 - 2010年）
- 133 （2011年 - 2014年）
- 16 （2015年 - 2020年）
- 11 （2021年 - ）